# Ondenval

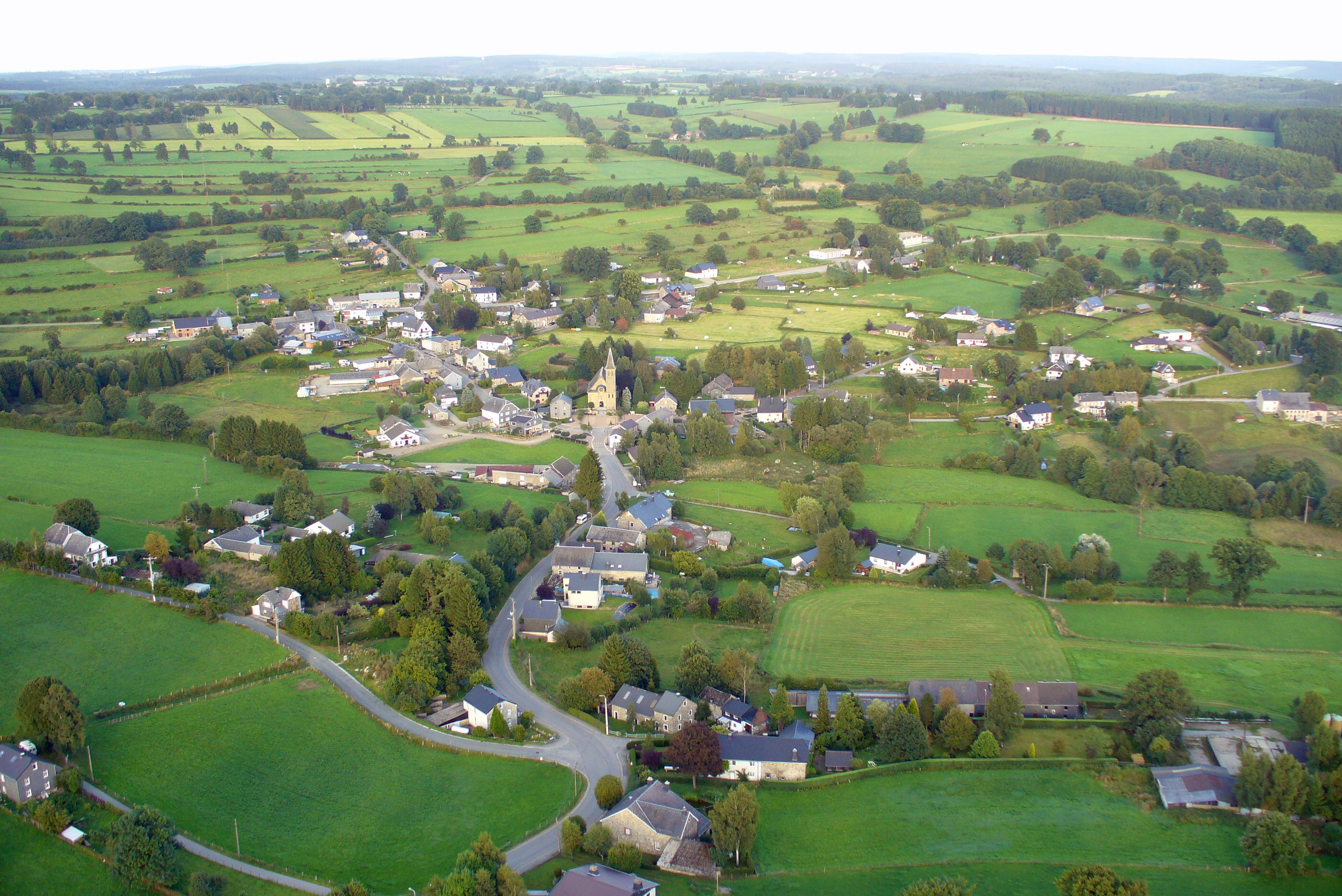

Ondenval (deutsch Niedersteinbach) ist ein Ortsteil der Gemeinde Weismes (französisch amtlich Waimes) in Ostbelgien, Provinz Lüttich, mit einer überwiegend Französisch sprechenden Bevölkerung, aber mit Spracherleichterungen für die Minderheit der Deutsch sprechenden Bevölkerung. Weismes bildet mit der Gemeinde Malmedy den Kanton Malmedy.
Ondenval, das südlichste Dorf der Gemeinde, liegt im Tal des rû de Steinbach, einen Kilometer oberhalb seiner Einmündung in die Amel. Der Legende nach ist der Mühlstein vor der Kirche von den sotais du Waud (Zwerge, die im Waldgebiet am gegenüber liegenden Hang an der Amel gehaust haben sollen) gefertigt worden. Dort im Wolfsbusch gibt es einen Arkose-Steinbruch, in dem schon zur Keltenzeit Mühlsteine hergestellt wurden.
Sehenswert ist das Naturschutzgebiet Faye, zwischen Ondenval und Thirimont. Neben Heideflächen befindet sich dort ein ehemaliger und jetzt überfluteter Steinbruch. Am Hang zwischen Ondenval und dem Steinbruch von Steinbach verläuft die Trasse der alten Vennbahn von Weismes nach St. Vith. Auf dem Gleisbett wurde der erste RAVeL-Weg, auch bekannt als Vennbahnradweg, in der Gemeinde Weismes eingerichtet und in das Knotenpunktsystem der Radwanderwege eingebunden.